# Cadel Evans Great Ocean Road Race 2020
La Cadel Evans Great Ocean Road Race 2020 fou la 6a edició de la Cadel Evans Great Ocean Road Race, una cursa ciclista d'un sol dia que es disputà pels voltants de Melbourne el 2 de febrer de 2020. Formava part del calendari UCI World Tour 2020.
El vencedor final fou el belga Dries Devenyns (Deceuninck-Quick Step), que s'imposà a l'esprint a Pavel Sivakov (Team Ineos). Daryl Impey (Mitchelton-Scott) completà el podi.

## Equips
| WorldTeams (15)- AG2R La Mondiale - Bahrain McLaren - Bora-Hansgrohe - CCC Team - Cofidis - Deceuninck-Quick Step - EF Pro Cycling - Israel Start-Up Nation - Lotto Soudal - Mitchelton-Scott - NTT Pro Cycling - Ineos - Team Sunweb - Trek-Segafredo - Groupama-FDJ Equip nacional amb nom de patrocionador- Korda Mentha Real Estate Australia |
| |

## Classificació
| \| Classificació general \| Classificació general \| Classificació general \| Classificació general \| Classificació general \| \| Corredor \| Corredor \| Equip \| Temps \| \| \| --------------------- \| --------------------- \| --------------------- \| --------------------- \| --------------------- \| \| 1r \| Dries Devenyns \| Deceuninck-Quick Step \| 4h 05' 49" \| \| \| 2n \| Pàvel Sivakov \| Team Ineos \| + 0" \| \| \| 3r \| Daryl Impey \| Mitchelton-Scott \| + 4" \| \| \| 4t \| Jens Keukeleire \| EF Pro Cycling \| + 4" \| \| \| 5è \| Dylan van Baarle \| Team Ineos \| + 4" \| \| \| 6è \| Jay McCarthy \| Bora-Hansgrohe \| + 4" \| \| \| 7è \| Caleb Ewan \| Lotto-Soudal \| + 25" \| \| \| 8è \| Marco Haller \| Bahrain McLaren \| + 25" \| \| \| 9è \| Elia Viviani \| Cofidis \| + 25" \| \| \| 10è \| Simon Yates \| Mitchelton-Scott \| + 25" \| \| |                  |                       |            |
| |                  |                       |            |
| Font: ProCyclingStats |                  |                       |            |
| Classificació general |                  |                       |            |
| Corredor | Corredor         | Equip                 | Temps      |
| 1r | Dries Devenyns   | Deceuninck-Quick Step | 4h 05' 49" |
| 2n | Pàvel Sivakov    | Team Ineos            | + 0"       |
| 3r | Daryl Impey      | Mitchelton-Scott      | + 4"       |
| 4t | Jens Keukeleire  | EF Pro Cycling        | + 4"       |
| 5è | Dylan van Baarle | Team Ineos            | + 4"       |
| 6è | Jay McCarthy     | Bora-Hansgrohe        | + 4"       |
| 7è | Caleb Ewan       | Lotto-Soudal          | + 25"      |
| 8è | Marco Haller     | Bahrain McLaren       | + 25"      |
| 9è | Elia Viviani     | Cofidis               | + 25"      |
| 10è | Simon Yates      | Mitchelton-Scott      | + 25"      |

## Llista de participants
- Llista de participants

| Cofidis COF | Cofidis COF               | Cofidis COF |
| ----------- | ------------------------- | ----------- |
| Núm         | Ciclista                  | Pos         |
| 1           | Elia Viviani (ITA) (ruta) | 9è          |
| 2           | Simone Consonni (ITA)     | 17è         |
| 3           | Nathan Haas (AUS)         | 12è         |
| 4           | Mathias Le Turnier (FRA)  | 95è         |
| 5           | Marco Mathis (GER)        | 94è         |
| 6           | Fabio Sabatini (ITA)      | 87è         |
| 7           | Kenneth Vanbilsen (BEL)   | 62è         |

| Deceuninck-Quick Step DQT | Deceuninck-Quick Step DQT   | Deceuninck-Quick Step DQT |
| ------------------------- | --------------------------- | ------------------------- |
| Núm                       | Ciclista                    | Pos                       |
| 11                        | Sam Bennett (IRL) (ruta)    | 42è                       |
| 12                        | Shane Archbold (NZL)        | 91è                       |
| 13                        | João Almeida (POR)          | 53è                       |
| 14                        | Mattia Cattaneo (ITA)       | 84è                       |
| 15                        | Dries Devenyns (BEL)        | 1r                        |
| 16                        | Iljo Keisse (BEL)           | 90è                       |
| 17                        | Michael Mørkøv (DEN) (ruta) | 13è                       |

| Bora-Hansgrohe BOH | Bora-Hansgrohe BOH        | Bora-Hansgrohe BOH |
| ------------------ | ------------------------- | ------------------ |
| Núm                | Ciclista                  | Pos                |
| 21                 | Jay McCarthy (AUS)        | 6è                 |
| 22                 | Cesare Benedetti (ITA)    | 50è                |
| 23                 | Martin Laas (EST)         | 92è                |
| 24                 | Erik Baška (SVK)          | 76è                |
| 25                 | Juraj Sagan (SVK) (ruta)  | 48è                |
| 26                 | Ide Schelling (NED)       | 51è                |
| 27                 | Michael Schwarzmann (GER) | 22è                |

| Team Ineos INS | Team Ineos INS            | Team Ineos INS |
| -------------- | ------------------------- | -------------- |
| Núm            | Ciclista                  | Pos            |
| 31             | Owain Doull (GBR)         | 24è            |
| 32             | Christopher Lawless (GBR) | 89è            |
| 33             | Luke Rowe (GBR)           | 57è            |
| 34             | Pàvel Sivakov (RUS)       | 2n             |
| 35             | Ian Stannard (GBR)        | DNF            |
| 36             | Dylan van Baarle (NED)    | 5è             |
| 37             | Cameron Wurf (AUS)        | DNF            |

| Lotto-Soudal LTS | Lotto-Soudal LTS         | Lotto-Soudal LTS |
| ---------------- | ------------------------ | ---------------- |
| Núm              | Ciclista                 | Pos              |
| 41               | Caleb Ewan (AUS)         | 7è               |
| 42               | Thomas De Gendt (BEL)    | DNF              |
| 43               | Adam Hansen (AUS)        | 61è              |
| 44               | Matthew Holmes (GBR)     | 28è              |
| 45               | Roger Kluge (GER)        | 65è              |
| 46               | Jonathan Dibben (GBR)    | 66è              |
| 47               | Tosh Van der Sande (BEL) | 60è              |

| Mitchelton-Scott MTS | Mitchelton-Scott MTS       | Mitchelton-Scott MTS |
| -------------------- | -------------------------- | -------------------- |
| Núm                  | Ciclista                   | Pos                  |
| 51                   | Daryl Impey (RSA) (ruta)   | 3r                   |
| 52                   | Simon Yates (GBR)          | 10è                  |
| 53                   | Damien Howson (AUS)        | 67è                  |
| 54                   | Sam Bewley (NZL)           | DNF                  |
| 55                   | Cameron Meyer (AUS) (ruta) | 81è                  |
| 56                   | Nick Schultz (AUS)         | 52è                  |
| 57                   | Dion Smith (NZL)           | 70è                  |

| EF Pro Cycling EF1 | EF Pro Cycling EF1         | EF Pro Cycling EF1 |
| ------------------ | -------------------------- | ------------------ |
| Núm                | Ciclista                   | Pos                |
| 61                 | Mitchell Docker (AUS)      | 41è                |
| 62                 | Kristoffer Halvorsen (NOR) | 15è                |
| 63                 | Jens Keukeleire (BEL)      | 4t                 |
| 64                 | Lachlan Morton (AUS)       | 80è                |
| 65                 | Neilson Powless (USA)      | 37è                |
| 66                 | Jonas Rutsch (GER)         | 64è                |
| 67                 | Thomas Scully (NZL)        | 88è                |

| Trek-Segafredo TFS | Trek-Segafredo TFS         | Trek-Segafredo TFS |
| ------------------ | -------------------------- | ------------------ |
| Núm                | Ciclista                   | Pos                |
| 71                 | Mads Pedersen (DEN) (ruta) | 16è                |
| 72                 | Kenny Elissonde (FRA)      | 33è                |
| 73                 | Michel Ries (LUX)          | 78è                |
| 74                 | Juan Pedro López (ESP)     | 59è                |
| 75                 | Koen de Kort (NED)         | 77è                |
| 76                 | Richie Porte (AUS)         | 32è                |
| 77                 | Kiel Reijnen (USA)         | 73è                |

| Bahrain McLaren TBM | Bahrain McLaren TBM             | Bahrain McLaren TBM |
| ------------------- | ------------------------------- | ------------------- |
| Núm                 | Ciclista                        | Pos                 |
| 81                  | Yukiya Arashiro (JPN)           | 23è                 |
| 82                  | Domen Novak (SLO) (ruta)        | DNF                 |
| 83                  | Marco Haller (AUT)              | 8è                  |
| 84                  | Hermann Pernsteiner (AUT)       | 11è                 |
| 85                  | Luka Pibernik (SLO)             | 31è                 |
| 86                  | Santiago Buitrago Sánchez (COL) | DNF                 |

| AG2R La Mondiale ALM | AG2R La Mondiale ALM    | AG2R La Mondiale ALM |
| -------------------- | ----------------------- | -------------------- |
| Núm                  | Ciclista                | Pos                  |
| 91                   | Geoffrey Bouchard (FRA) | 45è                  |
| 92                   | Clément Chevrier (FRA)  | 27è                  |
| 93                   | Ben Gastauer (LUX)      | 30è                  |
| 94                   | Andrea Vendrame (ITA)   | 19è                  |
| 95                   | Lawrence Warbasse (USA) | 29è                  |

| Groupama-FDJ GFC | Groupama-FDJ GFC       | Groupama-FDJ GFC |
| ---------------- | ---------------------- | ---------------- |
| Núm              | Ciclista               | Pos              |
| 101              | Bruno Armirail (FRA)   | 46è              |
| 102              | Kilian Frankiny (SUI)  | DNF              |
| 103              | Mickaël Delage (FRA)   | DNF              |
| 104              | Jacopo Guarnieri (ITA) | 83è              |
| 105              | Fabian Lienhard (SUI)  | 36è              |
| 106              | Marc Sarreau (FRA)     | 18è              |
| 107              | Miles Scotson (AUS)    | 38è              |

| Team Sunweb SUN | Team Sunweb SUN              | Team Sunweb SUN |
| --------------- | ---------------------------- | --------------- |
| Núm             | Ciclista                     | Pos             |
| 111             | Jai Hindley (AUS)            | 34è             |
| 112             | Robert Power (AUS)           | 26è             |
| 113             | Michael Storer (AUS)         | 56è             |
| 114             | Alberto Dainese (ITA)        | DNF             |
| 115             | Max Kanter (GER)             | 44è             |
| 116             | Asbjørn Kragh Andersen (DEN) | DNF             |
| 117             | Florian Stork (GER)          | 58è             |

| Israel Start-Up Nation ISN | Israel Start-Up Nation ISN | Israel Start-Up Nation ISN |
| -------------------------- | -------------------------- | -------------------------- |
| Núm                        | Ciclista                   | Pos                        |
| 121                        | André Greipel (GER)        | 43è                        |
| 122                        | Rick Zabel (GER)           | 21è                        |
| 123                        | Alexander Cataford (CAN)   | 79è                        |
| 124                        | Alex Dowsett (GBR)         | 54è                        |
| 125                        | James Piccoli (CAN)        | 39è                        |
| 126                        | Mihkel Räim (EST)          | 74è                        |
| 127                        | Guillaume Boivin (CAN)     | 35è                        |

| CCC Team CCC | CCC Team CCC                         | CCC Team CCC |
| ------------ | ------------------------------------ | ------------ |
| Núm          | Ciclista                             | Pos          |
| 131          | Josef Černý (CZE)                    | 69è          |
| 132          | Simon Geschke (GER)                  | 40è          |
| 133          | Joey Rosskopf (USA)                  | 25è          |
| 134          | Guillaume Van Keirsbulck (BEL)       | 75è          |
| 135          | Francisco José Ventoso Alberdi (ESP) | DNF          |
| 136          | Łukasz Wiśniowski (POL)              | 20è          |

| NTT Pro Cycling NTT | NTT Pro Cycling NTT       | NTT Pro Cycling NTT |
| ------------------- | ------------------------- | ------------------- |
| Núm                 | Ciclista                  | Pos                 |
| 141                 | Giacomo Nizzolo (ITA)     | 14è                 |
| 142                 | Ryan Gibbons (RSA)        | 55è                 |
| 143                 | Samuele Battistella (ITA) | 86è                 |
| 144                 | Danilo Wyss (SUI)         | 68è                 |
| 145                 | Stefan de Bod (RSA)       | 49è                 |
| 146                 | Rasmus Tiller (NOR)       | 85è                 |
| 147                 | Dylan Sunderland (AUS)    | 82è                 |

| Korda Mentha Real Estate Australia ___ | Korda Mentha Real Estate Australia ___ | Korda Mentha Real Estate Australia ___ |
| -------------------------------------- | -------------------------------------- | -------------------------------------- |
| Núm                                    | Ciclista                               | Pos                                    |
| 151                                    | Carter Turnbull (AUS)                  | 71è                                    |
| 153                                    | Ayden Toovey (AUS)                     | 47è                                    |
| 154                                    | Nicholas White (AUS)                   | 72è                                    |
| 156                                    | Blake Quick (AUS)                      | DNF                                    |

| Cofidis COF | Cofidis COF               | Cofidis COF |
| ----------- | ------------------------- | ----------- |
| Núm         | Ciclista                  | Pos         |
| 1           | Elia Viviani (ITA) (ruta) | 9è          |
| 2           | Simone Consonni (ITA)     | 17è         |
| 3           | Nathan Haas (AUS)         | 12è         |
| 4           | Mathias Le Turnier (FRA)  | 95è         |
| 5           | Marco Mathis (GER)        | 94è         |
| 6           | Fabio Sabatini (ITA)      | 87è         |
| 7           | Kenneth Vanbilsen (BEL)   | 62è         |

| Deceuninck-Quick Step DQT | Deceuninck-Quick Step DQT   | Deceuninck-Quick Step DQT |
| ------------------------- | --------------------------- | ------------------------- |
| Núm                       | Ciclista                    | Pos                       |
| 11                        | Sam Bennett (IRL) (ruta)    | 42è                       |
| 12                        | Shane Archbold (NZL)        | 91è                       |
| 13                        | João Almeida (POR)          | 53è                       |
| 14                        | Mattia Cattaneo (ITA)       | 84è                       |
| 15                        | Dries Devenyns (BEL)        | 1r                        |
| 16                        | Iljo Keisse (BEL)           | 90è                       |
| 17                        | Michael Mørkøv (DEN) (ruta) | 13è                       |

| Bora-Hansgrohe BOH | Bora-Hansgrohe BOH        | Bora-Hansgrohe BOH |
| ------------------ | ------------------------- | ------------------ |
| Núm                | Ciclista                  | Pos                |
| 21                 | Jay McCarthy (AUS)        | 6è                 |
| 22                 | Cesare Benedetti (ITA)    | 50è                |
| 23                 | Martin Laas (EST)         | 92è                |
| 24                 | Erik Baška (SVK)          | 76è                |
| 25                 | Juraj Sagan (SVK) (ruta)  | 48è                |
| 26                 | Ide Schelling (NED)       | 51è                |
| 27                 | Michael Schwarzmann (GER) | 22è                |

| Team Ineos INS | Team Ineos INS            | Team Ineos INS |
| -------------- | ------------------------- | -------------- |
| Núm            | Ciclista                  | Pos            |
| 31             | Owain Doull (GBR)         | 24è            |
| 32             | Christopher Lawless (GBR) | 89è            |
| 33             | Luke Rowe (GBR)           | 57è            |
| 34             | Pàvel Sivakov (RUS)       | 2n             |
| 35             | Ian Stannard (GBR)        | DNF            |
| 36             | Dylan van Baarle (NED)    | 5è             |
| 37             | Cameron Wurf (AUS)        | DNF            |

| Lotto-Soudal LTS | Lotto-Soudal LTS         | Lotto-Soudal LTS |
| ---------------- | ------------------------ | ---------------- |
| Núm              | Ciclista                 | Pos              |
| 41               | Caleb Ewan (AUS)         | 7è               |
| 42               | Thomas De Gendt (BEL)    | DNF              |
| 43               | Adam Hansen (AUS)        | 61è              |
| 44               | Matthew Holmes (GBR)     | 28è              |
| 45               | Roger Kluge (GER)        | 65è              |
| 46               | Jonathan Dibben (GBR)    | 66è              |
| 47               | Tosh Van der Sande (BEL) | 60è              |

| Mitchelton-Scott MTS | Mitchelton-Scott MTS       | Mitchelton-Scott MTS |
| -------------------- | -------------------------- | -------------------- |
| Núm                  | Ciclista                   | Pos                  |
| 51                   | Daryl Impey (RSA) (ruta)   | 3r                   |
| 52                   | Simon Yates (GBR)          | 10è                  |
| 53                   | Damien Howson (AUS)        | 67è                  |
| 54                   | Sam Bewley (NZL)           | DNF                  |
| 55                   | Cameron Meyer (AUS) (ruta) | 81è                  |
| 56                   | Nick Schultz (AUS)         | 52è                  |
| 57                   | Dion Smith (NZL)           | 70è                  |

| EF Pro Cycling EF1 | EF Pro Cycling EF1         | EF Pro Cycling EF1 |
| ------------------ | -------------------------- | ------------------ |
| Núm                | Ciclista                   | Pos                |
| 61                 | Mitchell Docker (AUS)      | 41è                |
| 62                 | Kristoffer Halvorsen (NOR) | 15è                |
| 63                 | Jens Keukeleire (BEL)      | 4t                 |
| 64                 | Lachlan Morton (AUS)       | 80è                |
| 65                 | Neilson Powless (USA)      | 37è                |
| 66                 | Jonas Rutsch (GER)         | 64è                |
| 67                 | Thomas Scully (NZL)        | 88è                |

| Trek-Segafredo TFS | Trek-Segafredo TFS         | Trek-Segafredo TFS |
| ------------------ | -------------------------- | ------------------ |
| Núm                | Ciclista                   | Pos                |
| 71                 | Mads Pedersen (DEN) (ruta) | 16è                |
| 72                 | Kenny Elissonde (FRA)      | 33è                |
| 73                 | Michel Ries (LUX)          | 78è                |
| 74                 | Juan Pedro López (ESP)     | 59è                |
| 75                 | Koen de Kort (NED)         | 77è                |
| 76                 | Richie Porte (AUS)         | 32è                |
| 77                 | Kiel Reijnen (USA)         | 73è                |

| Bahrain McLaren TBM | Bahrain McLaren TBM             | Bahrain McLaren TBM |
| ------------------- | ------------------------------- | ------------------- |
| Núm                 | Ciclista                        | Pos                 |
| 81                  | Yukiya Arashiro (JPN)           | 23è                 |
| 82                  | Domen Novak (SLO) (ruta)        | DNF                 |
| 83                  | Marco Haller (AUT)              | 8è                  |
| 84                  | Hermann Pernsteiner (AUT)       | 11è                 |
| 85                  | Luka Pibernik (SLO)             | 31è                 |
| 86                  | Santiago Buitrago Sánchez (COL) | DNF                 |

| AG2R La Mondiale ALM | AG2R La Mondiale ALM    | AG2R La Mondiale ALM |
| -------------------- | ----------------------- | -------------------- |
| Núm                  | Ciclista                | Pos                  |
| 91                   | Geoffrey Bouchard (FRA) | 45è                  |
| 92                   | Clément Chevrier (FRA)  | 27è                  |
| 93                   | Ben Gastauer (LUX)      | 30è                  |
| 94                   | Andrea Vendrame (ITA)   | 19è                  |
| 95                   | Lawrence Warbasse (USA) | 29è                  |

| Groupama-FDJ GFC | Groupama-FDJ GFC       | Groupama-FDJ GFC |
| ---------------- | ---------------------- | ---------------- |
| Núm              | Ciclista               | Pos              |
| 101              | Bruno Armirail (FRA)   | 46è              |
| 102              | Kilian Frankiny (SUI)  | DNF              |
| 103              | Mickaël Delage (FRA)   | DNF              |
| 104              | Jacopo Guarnieri (ITA) | 83è              |
| 105              | Fabian Lienhard (SUI)  | 36è              |
| 106              | Marc Sarreau (FRA)     | 18è              |
| 107              | Miles Scotson (AUS)    | 38è              |

| Team Sunweb SUN | Team Sunweb SUN              | Team Sunweb SUN |
| --------------- | ---------------------------- | --------------- |
| Núm             | Ciclista                     | Pos             |
| 111             | Jai Hindley (AUS)            | 34è             |
| 112             | Robert Power (AUS)           | 26è             |
| 113             | Michael Storer (AUS)         | 56è             |
| 114             | Alberto Dainese (ITA)        | DNF             |
| 115             | Max Kanter (GER)             | 44è             |
| 116             | Asbjørn Kragh Andersen (DEN) | DNF             |
| 117             | Florian Stork (GER)          | 58è             |

| Israel Start-Up Nation ISN | Israel Start-Up Nation ISN | Israel Start-Up Nation ISN |
| -------------------------- | -------------------------- | -------------------------- |
| Núm                        | Ciclista                   | Pos                        |
| 121                        | André Greipel (GER)        | 43è                        |
| 122                        | Rick Zabel (GER)           | 21è                        |
| 123                        | Alexander Cataford (CAN)   | 79è                        |
| 124                        | Alex Dowsett (GBR)         | 54è                        |
| 125                        | James Piccoli (CAN)        | 39è                        |
| 126                        | Mihkel Räim (EST)          | 74è                        |
| 127                        | Guillaume Boivin (CAN)     | 35è                        |

| CCC Team CCC | CCC Team CCC                         | CCC Team CCC |
| ------------ | ------------------------------------ | ------------ |
| Núm          | Ciclista                             | Pos          |
| 131          | Josef Černý (CZE)                    | 69è          |
| 132          | Simon Geschke (GER)                  | 40è          |
| 133          | Joey Rosskopf (USA)                  | 25è          |
| 134          | Guillaume Van Keirsbulck (BEL)       | 75è          |
| 135          | Francisco José Ventoso Alberdi (ESP) | DNF          |
| 136          | Łukasz Wiśniowski (POL)              | 20è          |

| NTT Pro Cycling NTT | NTT Pro Cycling NTT       | NTT Pro Cycling NTT |
| ------------------- | ------------------------- | ------------------- |
| Núm                 | Ciclista                  | Pos                 |
| 141                 | Giacomo Nizzolo (ITA)     | 14è                 |
| 142                 | Ryan Gibbons (RSA)        | 55è                 |
| 143                 | Samuele Battistella (ITA) | 86è                 |
| 144                 | Danilo Wyss (SUI)         | 68è                 |
| 145                 | Stefan de Bod (RSA)       | 49è                 |
| 146                 | Rasmus Tiller (NOR)       | 85è                 |
| 147                 | Dylan Sunderland (AUS)    | 82è                 |

| Korda Mentha Real Estate Australia ___ | Korda Mentha Real Estate Australia ___ | Korda Mentha Real Estate Australia ___ |
| -------------------------------------- | -------------------------------------- | -------------------------------------- |
| Núm                                    | Ciclista                               | Pos                                    |
| 151                                    | Carter Turnbull (AUS)                  | 71è                                    |
| 153                                    | Ayden Toovey (AUS)                     | 47è                                    |
| 154                                    | Nicholas White (AUS)                   | 72è                                    |
| 156                                    | Blake Quick (AUS)                      | DNF                                    |